# ガブリエル・ミセホウイ
- ガブリエル・ミセフーイ

ガブリエル・ミセホウイ（Gabriel Misehouy、2005年7月18日 - ）は、オランダ・アムステルダム出身のサッカー選手。ジローナFC所属。ポジションはMF。

## クラブ経歴
2012年にアヤックス・アカデミーへ入団し、2021年9月にクラブとプロ契約を結んだ。2022年2月21日、エールステ・ディヴィジのアルメレ・シティFC戦にて、後半34分に途中交代でトップチームデビューを飾った。
2024年7月10日、ジローナFCに4年契約で移籍した.。

## 人物
ヨング・アヤックス所属時代に受けたインタビュー内では、まずアヤックスのトップチームでレギュラーの座を掴み、将来的にはレアル・マドリードやマンチェスター・シティFCといったビッグクラブでプレーすることを望んでいると明かした。